# Zabytkowy dom w Ochojnie
Zabytkowy dom w Ochojnie – zabytkowy dom z 1875 roku, znajdujący się w Ochojnie, w gminie Świątniki Górne, w powiecie krakowskim. 
Dom wraz z pomnikiem nagrobnym rodziny Urbanowiczów oraz ogrodem, został wpisany do rejestru zabytków nieruchomych województwa małopolskiego. Był pierwszym murowanym domem na terenie wsi.
Budynek wystawiony na skarpie, jednokondygnacyjny, murowany, otynkowany, nakryty dwuspadowym dachem. Obie dłuższe elewacje są pięcioosiowe. Od strony południowej widoczna odsłonięta kondygnacja piwnic, w części środkowej prostokątny balkon wsparty na dwóch słupach. W elewacji północnej, w części środkowej ganek z drzwiami wejściowymi obramionymi arkadowym portalem. Na stropie ganku balkon z ozdobną balustradą dostępny z facjatki zwieńczonej trójkątnym szczytem z trzema wnękami, które mieszczą figurki. Środkowa, największa opasana obramieniem zawiera figurę św. Floriana. Elewacje budynku ozdobione detalem architektonicznym wykonanym w tynku: obramienia okien, gzymsy nadokienne, gzyms wydzielający ściankę kolankową i koronujący, nad oknami piwnic łuki odciążające .
W 2010 roku w budynku rozpoczęła działalność Galeria Sztuki „Batko”.
W ogrodzie znajduje się kamienny pomnik nagrobny z 1877 roku z rzeźbami świętych . Jest to jeden z dwóch zabytków nieruchomych na terenie gminy (drugi to kościół św. Stanisława w Świątnikach Górnych).
Na posesji przy ulicy Podhalańskiej 14 znajduje się murowana kapliczka pod wezwaniem Matki Bożej Różańcowej, ufundowana w 1877 roku przez Pawła Urbanika. Nad kamiennym portalem znajdują się nisze, w których umieszczono figury: św. Piotra, św. Pawła i św. Antoniego. W niszy powyżej widoczna figura św. Floriana.
Od północnego zachodu kapliczka ma kształt półokrągłej absydy. Dach jest zwieńczony wieżyczką z dzwonem.
Wewnątrz kapliczki znajduje się ołtarz z obrazem Matki Bożej Różańcowej autorstwa Benedykta Jędrali z Wieliczki, fundacji Tomasza i Mariana Urbaników oraz tabernakulum. Obecność ołtarza, tabernakulum i dzwonu świadczy o tym, że były tu dawniej odprawiane msze święte.
Kapliczka została odnowiona w 2009 roku staraniem Jerzego Leszka Batko .